# Bernard Morin
Bernard C. Morin (* 3. März 1931 in Shanghai; † 12. März 2018) war ein französischer Mathematiker, der sich mit Topologie beschäftigte.
Morin erblindete im Alter von 6 Jahren, beschritt aber trotzdem eine erfolgreiche Karriere als Mathematiker. Er war Professor an der Universität Straßburg. 1966 bis 1968 war er am Institute for Advanced Study.
Stephen Smale hatte 1959 gezeigt, dass die Umstülpung der Sphäre, d. h. eine reguläre Homotopie
im 3-dimensionalen Raum, die das Innere einer Sphäre nach außen kehrt (und dabei jegliche Falten und Risse vermeidet), möglich war. Eine explizite Konstruktion fanden Morin, Anthony Phillips und Arnold Samuel Shapiro. Morins Version wurde auch in einem computeranimierten Film von Nelson Max 1977 dargestellt.

## Schriften
- Bernard Morin, Jean-Pierre Petit: Le retournement de la sphere, Pour la Science, Januar 1979[7]
- Bernard Morin: Equations du retournement de la sphere, Compte Rendue Acad. Sci., Band 287, 1978